# Łasice (podrodzina ssaków)
Łasice, łasice właściwe (Mustelinae) – podrodzina w rodzinie łasicowatych (Mustelidae), obejmująca najmniejsze ssaki w rzędzie drapieżnych (Carnivora).

## Rozmieszczenie geograficzne
Podrodzina obejmuje gatunki występujące w Ameryce, Eurazji i Afryce.

## Charakterystyka
Długość ciała 19–56,2 cm, długość ogona 4,2–21 cm; masa ciała 25–2050 g; samce są większe i cięższe od samic. Najczęściej posiadają czerwoną lub brązową sierść na grzbiecie i białą na brzuchu. Zdarza się, że niektóre osobniki pewnych gatunków po linieniu przybierają na zimę całkowicie białe ubarwienie. Posiadają wydłużone, smukłe ciało o krótkich nogach co pozwala im skutecznie polować w zaroślach.
Łasice odżywiają się małymi ssakami i od czasu do czasu człowiek uznaje je lokalnie jako szkodniki, gdyż niektóre gatunki polują również na drób oraz króliki hodowane na farmach i gospodarstwach.

## Podział systematyczny
Do podrodziny należą dwa występujące współcześnie rodzaje:
- Neogale J.E. Gray, 1865
- Mustela Linnaeus, 1758 – łasica

Opisano również rodzaj wymarły:
- Skopelogale Baskin, 2020 – jedynym przedstawicielem był Skopelogale melitodes Baskin, 2020